# Odd Lundberg
Odd Harald Lundberg (3 ottobre 1917 – Oslo, 7 marzo 1983) è stato un pattinatore di velocità su ghiaccio norvegese.

## Palmarès

### Olimpiadi invernali
- Argento a Sankt Moritz 1948 nei 5000 metri.
- Bronzo a Sankt Moritz 1948 nei 1500 metri.

### Mondiali - Completi
- Oro a Oslo 1946.[1]
- Oro a Helsinki 1948.
- Argento a Eskilstuna 1950.
- Bronzo a Oslo 1949.

### Europei - Completi
- Bronzo a Hamar 1948.